# Lista stărilor materiei
Materia se organizează în diferite faze sau stări ale materiei în funcție de constituenții ei și de factori externi precum presiunea și temperatura. La temperaturi și presiuni comune, atomii formează cele trei stări clasice ale materiei: solid, lichid și gazos. Moleculele complexe pot forma, de asemenea, diferite mezofaze, cum ar fi cristalele lichide, care sunt intermediare între fazele lichide și solide. La temperaturi ridicate sau câmpuri electromagnetice puternice, atomii devin ionizați, formând plasmă.
La temperaturi scăzute, electronii materialelor solide se pot organiza în diferite faze electronice ale materiei, cum ar fi starea supraconductivă, care se caracterizează prin dispariția rezistivității. Stările magnetice precum feromagnetismul și antiferomagnetismul pot fi, de asemenea, privite ca faze ale materiei în care spin-urile electronice și nucleare se organizează în modele diferite. Astfel de stări ale materiei sunt studiate în fizica materiei condensate.
În condiții extreme găsite în unele stele și în universul timpuriu, atomii se sparg în constituenții lor și materia există ca o formă de materie degenerată sau materie quarcică. Astfel de stări ale materiei sunt studiate în fizica energiilor înalte.
În secolul al XX-lea, înțelegerea sporită a proprietăților materiei a dus la identificarea multor stări ale materiei. Această listă include câteva exemple notabile.

## Stări de energie joase ale materiei

### Stări clasice
- Solid: Un solid are o formă și un volum definite fără a fi nevoie de un recipient. Particulele sunt ținute foarte aproape unele de altele.
  - Solid amorf: un solid în care nu există o ordine în intervalul îndepărtat al pozițiilor atomilor.
  - Solid cristalin: un solid în care atomii, moleculele sau ionii sunt împachetate în ordine regulată.
  - Cvasicristal: un solid în care pozițiile atomilor au o ordine pe distanță lungă, dar acesta nu se repetă.
  - Diferite faze structurale ale materialelor polimorfe sunt considerate a fi stări diferite ale materiei în teoria Landau.
- Lichid: un fluid în mare parte necompresibil. Capabil să se conformeze formei recipientului său, dar păstrează un volum (aproape) constant independent de presiune.
- Gaz: un fluid compresibil. Un gaz va lua forma recipientului său și chiar se va extinde pentru a-l umple.
- Stări mezomorfe: stări ale materiei intermediare între solid și lichid.
  - Cristal de plastic: un solid molecular cu ordine de poziție pe distanță lungă, dar cu molecule constitutive care păstrează libertatea de rotație.
  - Cristal lichid: Proprietăți intermediare între lichide și cristale. În general, capabil să curgă ca un lichid, dar prezintă o ordine de orientare pe distanță lungă.
- Fluid supracritic: un fluid cu proprietăți intermediare dintre lichide și gaze. La temperaturi și presiuni suficient de ridicate, distincția dintre lichid și gaz dispare, rezultând fluide supracritice.
- Plasmă: Spre deosebire de gaze, care sunt compuse din atomi neutri, plasma conține un număr semnificativ de electroni liberi și atomi ionizați. Poate genera singură câmpuri magnetice și curenți electrici și răspunde puternic și colectiv la forțele electromagnetice.[1]

### Condens, superfluide și supraconductori
- Condens Bose–Einstein: O fază în care un număr mare de bozoni locuiesc toți în aceeași stare cuantică, devenind de fapt o singură undă/particulă. Aceasta este o fază cu energie scăzută care poate fi formată doar în condiții de laborator și la temperaturi foarte scăzute. Trebuie să fie aproape de zero absolut. Satyendra Nath Bose și Albert Einstein au prezis existența unei astfel de stări în anii 1920, dar nu a fost observată până în 1995 de către Eric Cornell și Carl Wieman.
- Condens Fermionic: Similar cu condensatul Bose-Einstein, dar compus din fermioni, cunoscut și sub numele de condensat Fermi-Dirac. Principiul de excludere Pauli împiedică intrarea fermionilor în aceeași stare cuantică, dar o pereche de fermioni poate fi legată unul de celălalt și se poate comporta ca un boson, iar două sau mai multe astfel de perechi pot ocupa stări cuantice ale unui impuls total dat fără restricții.
- Supraconductor: Material produs dintr-un fenomen de rezistență electrică exact zero și expulzare a câmpurilor magnetice care apar în anumite substanțe atunci când sunt răcite sub o temperatură critică caracteristică. Supraconductivitatea este starea fundamentală a multor metale elementare. Supraconductorii vin în mai multe soiuri:
  - Supraconductor convențional: Un supraconductor descris de teoria BCS cu un parametru de ordin singlet.
  - Supraconductor neconvențional: Un supraconductor care rupe simetrii suplimentare. De exemplu, un supraconductor cu undă d sau triplet sau un supraconductor Fulde–Ferrell–Larkin–Ovchinnikov.
  - Supraconductor feromagnetic: Materiale care prezintă coexistență intrinsecă a feromagnetismului și supraconductivității.
  - Supraconductor Charge-4e: O stare propusă în care electronii nu sunt legați ca perechi Cooper, ci ca cvadrupleți de electroni.
- Superfluid: O fază realizată de câteva lichide criogenice la temperatură extremă la care devin capabile să curgă fără frecare. Un superfluid poate curge pe partea laterală a unui recipient deschis și în jos în exterior. Plasarea unui superfluid într-un recipient care se învârte va avea ca rezultat vortexuri cuantificate.
- Supersolid: similar cu un superfluid, un supersolid se poate mișca fără frecare, dar păstrează o formă rigidă.

### Stări magnetice
- Feromagnetism: O stare a materiei cu magnetizare spontană.
- Antiferomagnetism: O stare a materiei în care spinii vecini sunt antiparalele între ele și nu există magnetizare netă.
- Ferimagnetism: O stare în care momentele locale se anulează parțial.
- Altermagnetism⁠(d): O stare cu magnetizare net zero și benzi electronice cu spin-split.
- Undă de densitate de spin: O stare ordonată în care densitatea de spin este modulată periodic.
- Helimagnetism⁠(d): O stare cu ordin magnetic rotativ spațial.
- Sticlă spin: O stare magnetică caracterizată prin aleatoriu.
- Lichid de spin cuantic: O stare dezordonată într-un sistem de spini cuantici care interacționează care își păstrează dezordinea la temperaturi foarte scăzute, spre deosebire de alte stări dezordonate.

### Stări comandate electronic
- Feroelectricitate: O stare a materiei cu polarizare electrică spontană.
- Antiferroelectricitate: O stare a materiei în care dipolii electrici adiacenți arată în direcții opuse.
- Sarcină ordonată
- Unda de densitate de sarcină: O stare ordonată în care densitatea de sarcină este modulată periodic.

### Stări topologice ale materiei
- Stare Hall cuantică: O stare topologică a materiei cu rezistență Hall cuantificată.
  - Stare Hall cuantică fracțională: O stare cu cvasiparticule încărcate fracțional. Rezistența Hall este cuantificată la multipli fracționari ai cuantumului rezistenței.
  - Stare Hall de spin cuantic: o fază teoretică care poate deschide calea pentru dezvoltarea dispozitivelor electronice care disipă mai puțină energie și generează mai puțină căldură. Acesta este un derivat al stării cuantice Hall a materiei.
  - Stare Hall anormală cuantică: O stare care are o rezistență Hall cuantificată chiar și în absența câmpului magnetic extern.
- Izolator topologic: Un material al cărui interior se comportă ca un izolator electric, în timp ce suprafața sa se comportă ca un conductor electric.
- Izolator fracționar Chern: O generalizare a stării Hall cuantice fracționale la electronii de pe o rețea.
- Starea Berezinskii-Kosterlitz-Thouless: O stare 2D cu perechi nelegate vortex-antivortex.
- Lichid de tip string-net: Atomii în această stare au aranjamente instabile, ca un lichid, dar sunt totuși consecvenți în modelul general, ca un solid.
- Semimetale topologice:[2]
  - Semimetal Weyl
  - Semimetal Dirac
- Supraconductor topologic[3]

### Clasificare după conductivitate
Stările metalice și izolatoare ale materialelor pot fi considerate ca diferite faze cuantice ale materiei conectate printr-o tranziție metal-izolator. Materialele pot fi clasificate după structura suprafeței lor Fermi și conductivitate de c.c. la temperatură zero, după cum urmează:
- Metal:
  - Lichid Fermi: un metal cu stări de cvasiparticule bine definite la suprafața Fermi.
  - Lichid non-Fermi: diverse stări metalice cu proprietăți neconvenționale.
- Izolator
  - Izolator de bandă: un material care este izolator datorită unei separări de benzi în spectrul său electronic
  - Izolator Mott: un material care este izolator datorită interacțiunilor dintre electroni.
  - Izolator Anderson: un material care este izolator datorită efectelor de interferență induse de tulburări.
  - Izolatoare de transfer de sarcină

### Stări diverse
- Cristale de timp: O stare a materiei în care un obiect poate avea mișcare chiar și în starea sa cea mai scăzută de energie.
- Stări ascunse ale materiei: faze care sunt de neatins sau nu există în echilibru termic, dar care pot fi induse, de exemplu, prin fotoexcitare.
- Stare topită în lanț: metalele, cum ar fi potasiul, la temperatură și presiune ridicată, prezintă proprietăți atât de solid, cât și de lichid.
- Cristal Wigner: o fază cristalină de electroni de joasă densitate.
- Stare hexatică: o stare a materiei care se află între faza solidă și faza lichidă izotropă în sisteme bidimensionale de particule.
- Feroici

- Stare ferroelastică, un fenomen în care un material poate prezenta o deformare spontană.

## Stări de energie înalte
- Materie degenerată: materie aflată sub presiune foarte mare, susținută de principiul excluderii Pauli.
  - Materie electron-degenerată: Găsită în interiorul stelelor pitice albe. Electronii rămân legați de atomi, dar se pot transfera la atomii adiacenți.
  - Materie degenerată de neutroni: Se găsește în stelele neutronice. Presiunea gravitațională vastă comprimă atomii atât de puternic încât electronii sunt forțați să se combine cu protonii prin dezintegrare beta inversă, rezultând un conglomerat super dens de neutroni. (În mod normal, neutronii liberi din afara unui nucleu atomic se vor descompune cu un timp de înjumătățire de puțin sub cincisprezece minute, dar într-o stea neutronică, ca și în nucleul unui atom, alte efecte stabilizează neutronii.)
  - Materie ciudată: Un tip de materie de cuarc care poate exista în interiorul unor stele neutronice apropiate de limita Tolman–Oppenheimer–Volkoff (aproximativ 2–3 mase solare). Poate fi stabilă la stări de energie mai scăzută odată formată.
- Materia cuarcă: faze ipotetice ale materiei ale căror grade de libertate includ quarcuri și gluoni
  - Condens de sticla de culoare
  - Supraconductivitatea culorii
  - Plasmă quarc-gluon: O fază în care quarcurile devin liberi și capabili să se miște independent (în loc să fie legați permanent în particule sau legați unul de celălalt într-un blocaj cuantic în care exercitarea forței adaugă energie și în cele din urmă se solidifică într-un alt quarc) într-un ocean de gluoni (particule subatomice care transmit forța tare care leagă quarcurile). Poate fi atins pentru scurt timp în acceleratoarele de particule sau, eventual, în interiorul stelelor neutronice.
- Până la 10-35 de secunde după Big Bang, densitatea de energie a universului a fost atât de mare încât se crede că cele patru forțe ale naturii – puternice, slabe, electromagnetice și gravitaționale – au fost unificate într-o singură forță. Starea materiei în acest moment este necunoscută. Pe măsură ce universul s-a extins, temperatura și densitatea au scăzut, iar forța gravitațională s-a separat, un proces numit ruperea simetriei.